# Єрали-хан
Єрали-хан або Єрмухамедали-хан (каз. Ералы хан; бл. 1720-1794) — казахський правитель, хан Молодшого жуза, призначений російською царською адміністрацією.

## Життєпис
Ще султаном Єрали був почесним аманатом (заручником) у посольстві Кутлу-Мухаммеда Тевкелева. 1733 року очолив казахське посольство до Росії, завданням якого був пошук підтримки Молодшого жуза з боку цариці Анни Іванівни. Повернувся до Казахського ханства влітку 1734 року.
1738 року Єрали зібрав військовий загін і здійснив набіг на хівинців, які володарювали на лівому березі Сирдар'ї в Кизилкумах. Йому вдалось витіснити їх до поселень каракалпаків. 1740 року роди Присирдар'я обрали Єрали своїм ханом.
1755 року султан Єрали брав участь у придушенні башкирського повстання. 1771 року брав участь у нападах на калмицькі улуси, що відступали з Надволжя до Джунгарії.
1786 року після усунення від влади й заслання до Уфи його брата, Нурали-хана, султан Єрали очолив рух проти Росії, втім згодом перейшов на бік колоніальної адміністрації.
1790 року, казахські старшини проголосили ханом Молодшого жуза султана Єсіма, сина Нурали-хана. Однак царська адміністрація не визнала такий вибір і подала на затвердження кандидатуру Єрали. У серпні наступного року на казахський з'їзд прибули російські військові загони, що «посприяло» обранню султана Єрали на ханський престол Молодшого жуза.
Проти нового російського ставленика виступив батир Сирим Датули, який виступав за створення ради, що обмежувала б ханську владу. Влітку 1792 року останній розгорнув збройну боротьбу на території Молодшого жуза. Загони повстанців під його проводом здійснювали напади на військові споруди укріпленої російської прикордонної лінії, а також на аули біїв і старшин, які підтримували Єрали-хана.